# 제이크장
제이크장(1972년 12월 8일 ~ )은 대한민국의 음악가(기타리스트)이다.

## 학력
- 서초 초등학교 졸업
- 원촌 중학교 졸업
- 하남 고등학교 졸업
- 미국 산타모니카대학
- 뮤지션스 인스티튜트 G.I.T. 수료

## 생애
대한민국의 기타리스트 제이크장 (장준)은 성악가인 아버지 와 미술가인 어머니 사이의 막내로 출생하였고 미국 영주권자였다.미국의 전설적인 록밴드그레이트화이트(Great White)의 드러머 Audie Desbrow 와의 협연, 세계3대  록드러머 바비록(Bobby Rock) 과의 레코딩 세션, 페트라의 베이시스트 Lonnie Chapin 과의 앨범 녹음 과 공연, Vitalism 의 괴물 기타리스트 Ed Garcia 와의 콜라보 싱글 발매, 보이즈 투맨의 명 프로듀서 클라우디오쿠에니 와의 작업등 세계 최고의 뮤지션들과 활동하며 20년 미국 거주중 약 1,000여회의 U.S.클럽투어를 소화한 전무후무한 기타리스트이다. 2012년 한국에 귀국하여 신대철이 대표로 있던 에코즈리드에 수석 프로듀서로 부임하면서 KBS 탑밴드 2를 통해 국내 복귀를 하고 2013 ~2015 까지 시나위 (밴드) 멤버로 활동했다 그룹 A.F.A. 를 결성해서 2013년 대한민국 최고의 록 앨범으로 평가받는 Rise above 라는 앨범을 출반하고 현재까지 한국과 미국에서 활동중이며 2022년 2월 Rock 음악전문 레이블 MELTA STORE (멜타스토어) 를 설립했다.

## 주요활동
1992년 블랙홀의 주상균에 눈에띄어 19세에 블랙홀 오프닝밴드를 하게된다 1992년 3월 대구 공연에서 신대철을 만나 신대철에게음반 제작 권유를 받게된다
1993년 신대철이 프로듀스한 최초의 국내 Rock 앨범 Angel Eyes 의 Made in Heaven 이 발매된다 제이크장 은 앨범 전곡을 작곡한다
1993년 제이크장 은 신대철 투어의 기타리스트로 활약하며 Angel Eyes 전국 투어도 이끌어낸다
1993년 12월 제이크장은 돌연 미국이민을 떠난다 미국이민후 미국 캘리포니아 소재 산타모니카 대학에 입학후 1994년 당시 재미교포 록커인 토미키타 에게
잃어버린 미소 라는 곡을 작곡해 선사하게된다. 토미키타는 이듬해 1995년 한국으로 진출해 제이크장의 곡을 출반하게된다.
1995년 제이크장은 세계적인 음악 학교 Musicians Institute 에입학하게된다 (1995 ~1996)M.I. 에서 동양인 최초로 이달의 학생상을 거머쥐며 졸업후 Point 5 엔터테인먼트로 스카우트가되어 1997년 연주앨범 Bag of Tricks 를 발매한다.
1997년 세계적인 기타리스트인 브라질출신 라파엘 모리에라 의 밴드와 10여회의 Los Angeles 공연을 함께하게된다. 그후 Civil defiance, UDO 의 Andy Susamile 등과 함께 공연하였다
1998년 보이즈투맨, 스눕덕, 투팍 의 명 프로듀서 클라우디오 쿠에니와 조던 나이트 의 명작곡가 스티비벤수전 과 작업을 하게된다.
2002년 제이크장은 레전드 그룹 Great White 의 드러머 Audie Desbrow 와 밴드를 잠시 하게된다.
2004년 제이크장은 캘리포니아 Rock 밴드 Alchemy from ashes 를 결성하고 2006년 첫앨범을 발매한다.
2008년 Nelson, Vinnie Vincent 등 에서 활동한 세계 3대 Rock 드러머 Bobby Rock 과 그룹 Petra, Tate 의 명 베이시스트 Lonnie Chapin 과 녹음 및 공연을 함께하게되어 당시 미국현지에서 큰 화제가 되었다.
2004 ~2010 6년간 Alchemy from ashes 는 2장의 정규 1장의 EP를 발매하고 총 40,000 장의 앨범 판매, 미국 31개주 89개 도시에서 무려 300 여회의 US 클럽투어를 마치는 전무후무한 기록을 남겼다 (제이크장 같이 미국 클럽투어를 20여년동안 1000여회를 소화한 대한민국 국적 뮤지션은 존재하지 않는다)
2012년 당시 신대철 이 대표로있는 에코브리드에 수석 프로듀서로 부임하면서 20년만에 귀국하게된다.
2013년 당시 최고의 보컬인 박근홍과 A.F.A.를 결성하여 대한민국 rock/metal 의 기념비적인 앨범 Rise above 를 출반한다
2013년 대한민국 레전드 록밴드인 시나위 (밴드)의 멤버로 (프로듀서 겸 투어기타리스트) 2015년 까지 활동한다
2015년 미국 최대 Rock/Djent 기타회사인 Legator guitar 한국인 최초로 공식 7현 기타리스트로 선정되었다
2016년 세계 3대 음악축제인 미국 캘리포니아 NAMM Show (남쇼)에 초청되어 7현기타 시연 및 공연을 하게된다
2020년 6년 연속 NAMM Show (남쇼)에 초청되어 한국인 으로는 처음으로 단일악기회사초청 최다 기록을 세웠다
2020년 Vitalism 의 괴물 기타리스트로 불리는 ED GARCIA 와 Cyber sunrise 라는 연주싱글을 발매해 기타계의 대단한 화제를 불러 모으기도 했다.
2022년 멜타스토어 라는 ROCK / BAND 음악 레이블 이자 공연기획사를 설립해 Melta store 콘서트 시리즈 를 만들어 첫공연은 매진을 기록하기도 했다. 2022- 현재  멜타스토어 콘서트 시리즈 8까지 개최한다.
2024년 4월 제이크장은 전 아프리카의 기타리스트 조건호를 보컬로, 부기드럼으로 잘알려진 박영진을 드러머로 전 김바다밴드 의 베이스 유영은을 영입하여 새로운 밴드 모던빈티지를 출범시켰다
KBS의 예능 프로그램 탑밴드2의 게스트 프로듀서 로 나왔다.

## 디스코그라피

### 엔젤아이스
- 《Made in heaven》 (1993 한국)

### Bag of Tricks
- 《Bag of tricks》 (1997 미국)

### Nineredd
- 《Nineredd》 (2006 미국)

### Alchemy from ashes
- 《Alive》 (2008 미국)
- 《Alchemy from ashes》 (2010 미국)

### A.F.A.
- 《Rise above》 (2013 한국)

### 시나위
- 《Mirror view》 Mirror view (2013 한국) 작사/보컬 프로듀스

### JTA
- 《JTA》 (2016 한국)

### A.F.A.
- 《Horseshoe territiry》 (2017 한국)
- 《Back to life 》 (2018 한국)

### 제이크장 솔로연주앨범
- 《Flight pattern 》  (2019 한국)
- 《Double-sided》 (2020 한국)
- 《Forever more》 (2023 한국)

### 모던빈티지 앨범 MODERN VINTAGE
- 《Set me free 》  (2024 한국)
- 《Your song》 (2024 한국)
- 《I miss you》 (2024 한국)
- 《Get away 》 (2024 한국)
- 《Comeback》 (2024 한국)

## 주요공연
- 2012 펜타포트 록 페스티벌
- 2013 지산록 페스티벌
- 2015 CC 밴드페스티벌
- 2016 미국 NAMM 쇼
- 2016 JTA (제이크장 타미킴 노경환) 콘서트
- 2017 미국 NAMM 쇼
- 2017 부산국제록 페스티벌
- 2018 미국 NAMM 쇼
- 2019 미국 NAMM 쇼
- 2020 미국 NAMM 쇼
- 2022. 5.14 멜타스토어 콘서트 시리즈1
- 2022. 7.02 멜타스토어 콘서트 시리즈2
- 2022. 10.15 경기인디뮤직 페스티벌
- 2023. 04.01 멜타스토어 콘서트 시리즈 4
- 2023. 09.23 멜타스토어 콘서트 시리즈 5
- 2024. 05.18 멜타스토어 콘서트 시리즈 6
- 2024. 08.24 멜타스토어 콘서트 시리즈 7
- 2024. 10.15 멜타스토어 콘서트 시리즈 8

## 방송
- KBS 탑밴드 2
- KBS 열린음악회
- KBS 7080
- KBS 올댓뮤직
- MBC 소풍
- MBC 난장
- MBC 배철수의 음악캠프
- MBC DMZ 평화의 콘서트
- EBS 스페이스 공감
- UCC 뒤란 등 약 20여회

## 언론보도
- 미국활동 제이크장 국내에서 밴드 결성 (MBN 기사)
- 제이크장의 한국식 아메리칸 모던 록의 완성 (조은뉴스 기사)
- 2013년 대한민국 최고의 Rock 앨범 제이크장의 A.F.A. (파라노이드 기사)